# Серж Гнабри
Серж Гна̀бри (на немски: Serge Gnabry, роден на 17 юли 1995 г. в Щутгарт, Баден-Вюртемберг) е германски футболист, който играе като полузащитник и крило, и се състезава за германския Байерн Мюнхен.

## Клубна кариера
През 2010 г. родният клуб на Набри Щутгарт се съгласява да го продаде на Арсенал за 100 хиляди евро. Набри трябва да изчака до 2010 г., за да се присъедини към англичаните, когато навършва 16 години. Набри преминава официално в английския клуб за сезон 2011/12 и играе основно за отбора на Арсенал до 18 години, но след впечатляващите си игри, бива преместен в резервния отбор. В края на сезона изиграва шест мача за резервите, в които отбелязва два гола.
Сезон 2012/13 започва добре за Набри, който е повикан за в първия състав за мача от предсезонната подготовка срещу Кьолн. Изиграва 24 минути в мача, появяйки си на полувремето, преди да бъде заменен в 69-ата минута от Маруан Шамах.
Официалният си дебют за Арсенал Набри изиграва на 26 септември 2012 г. срещу Ковънтри в мач от тунира за Купата на Лигата. Появява се на терена в 72-рата минута, заменяйки Алекс Окслейд-Чембърлейн, а Арсенал печели мача с 6:1. Дебютът си в Английската висша лига прави на 20 октомври 2012 г. при загубата с 1:0 от Норич. Заменя десет минути преди края Аарън Рамзи и по този начин става третият най-млад играч, дебютирал за Арсенал в първенството след Джак Уилшър и Сеск Фабрегас.
През сезон 2015/16 е даден под наем на Уест Бромич Албиън, но записва едва 3 мача във всички турнири. На 31 август 2016 г. подписва с Вердер Бремен. Гнабри бързо се превръща в звездата на „Бременските музиканти“ и вкарва 11 гола в 27 двубоя през единствения си сезон в клуба. През август 2017 г. е привлечен от Байерн Мюнхен за 8 милиона евро и веднага е даден под наем в Хофенхайм. Крилото е основна част от добрите представяния на Хофе, като тимът завършва на трето място и си осигурява място в груповата фаза на Шампионската лига. За „синьо-белите“ изиграва 26 мача и вкарва 10 попадения.
През сезон 2018/19 Гнабри успява да се наложи в Байерн Мюнхен и да спечели Бундеслигата и Купата на Германия. Серж вкарва първия си гол за „баварците“ на 3 ноември 2018 г. в среща с Фрайбург (1:1). На 2 март 2019 г. вкарва гол номер 4000 за Байерн в шампионата, а отборът разгромява Борусия Мьонхенгладбах с 5:1. През сезон 2019/20 е в основата за спечелването на требъл от Байерн, като в Шампионската лига вкарва 4 гола при разгрома над Тотнъм със 7:2, 2 гола срещу Челси в 1/8-финалите, попадение при победата над Барселона с 8:2 в 1/4-финалната фаза и две попадения срещу Лион в полуфиналите.
В първия мач от сезон 2020/21 вкарва своя първи хеттрик на клубно ниво във вратата на Шалке 04 при победата с 8:0.

## Национален отбор
Набри има записани мачове за Националните отбори на Германия до 16 и до 17 години. На 11 ноември 2016 г. дебютира за мъжкия национален отбор в мач със Сан Марино, като вкарва хеттрик. В първите си 13 мача за Бундестима вкарва 13 гола.